# فرانچسکو روبرتو
فرانچسکو روبرتو (انگلیسی: Francesco Ruberto؛ زادهٔ ۱۹ مارس ۱۹۹۳) بازیکن فوتبال اهل ایتالیا است.
از باشگاه‌هایی که در آن بازی کرده‌است می‌توان به باشگاه فوتبال تون اشاره کرد.